# 里亚德·法里德·希贾卜
里亚德·法里德·希贾卜（阿拉伯语：الدكتور رياض فريد حجاب，1966年—）是一名叙利亚政治人物。曾任农业部长，2012年6月起任叙利亚总理，於同年8月逃離大馬士革，加入反對派。

## 生平
1966年他生于代尔祖尔，获得农业工程博士学位。2004年至2008年任代尔祖尔省阿拉伯复兴社会党支部书记，2008年至2011年2月22日任库奈特拉省省长，2011年2月任拉塔基亚省省长，同年4月任农业和土地改革部长。
在2012年5月7日叙利亚首次多党制议会选举后，他于2012年6月23日被总统巴沙尔·阿萨德任命为总理。

## 叛变
2012年8月6日，叙国家电视台报道他已被解职。据法新社报道，他带家人已经变节到了约旦，加入到了反抗巴沙尔·阿萨德的反对派中；欧马·加拉瓦基被当局任命为临时总理。
希贾卜发表声明称叙当局是一个“恐怖政权”，“我从今天加入到真主保佑的革命中”。据报道，数月前他就已计划在自由叙利亚军的帮助下叛变。他将到达支持反对派的卡塔尔。
希贾卜也鼓励其他官员与他一起叛变，反对派消息称，与他一起叛变的还有两名部长和两位军官。
尽管他不是巴沙尔政权的核心成员，不过他已经是目前为止当局叛逃级别最高的官员，是“对巴沙尔的一次重要打击”。卫报作家伊恩·布莱克称这次叛变事件对反对派来说是一个很好的宣传，但对当局来说还不是“致命的打击”。美国政府表示，希贾卜的叛变证明叙当局“面临崩溃”，并再次呼吁巴沙尔下台。

## 个人生活
他已婚并有4个子女。